# Egerházi János
Egerházi János avagy Mezőbándi Egerházi, másképpen Képíró János (1600 k. – 1647 u.) Bethlen Gábor udvari mennyezetfestője.

## Életútja
Személyéről és alkotásairól keveset tudunk. Nemesi családból származott, melyből Egerházi Balázs – valószínűleg a művész apja vagy apjának testvére – 1609. február 9-én Báthory Gábor fejedelemtől nyert először címeres nemeslevelet. Úgy tűnik, hogy ekkoriban még nagyon fiatal volt, mert az adomány előtte feledésbe merülhetett vagy nem volt a birtokában. Ezért számára  I. Rákóczi György fejedelem Váradon, 1631. március 29-én újabb címeres levelet adományozott, melynek címerét is ő festette. Az oklevél elmondja, hogy az ifjú nemes Egerházi János már gyermekségében tanulásra adta magát, s a festőművészetben nagy előhaladást tett. Több kiváló embernek, de különösen Bethlen Gábor fejedelemnek dolgozott, s kitűnt az arany, ezüst s velük a különböző választékos színek kezelésében és csodálatos alkalmazásában. A nemeslevél külön kiemeli, hogy ő festette a fejedelem alvinci és gyulafehérvári palotáinak mennyezetét; de ezenkívül ő javította ki a gyulafehérvári kisebb torony óraköreit, azok számjegyeit, a torony fedelét pedig zöldre festette.
Az 1630-as évektől valószínűleg állandóan Kolozsvárt lakott. Innen csak idős korában tért haza birtokára. Marosszék 1647. április 26-i jegyzőkönyve szerint brenhidai Huszár Mátyás, marosszéki főkapitány kívánságára Mezőbándra való hazatérésre, ottlakásra és az ezzel járó katonai szolgálatra kötelezte magát. Csak így juthatott hozzá ősi örökségéhez, melyet odáig kevéssel azelőtt meghalt testvérbátyja, Egerházi István használt. 1647 után többé nem találkozunk a nevével.
Számos nagy embernek dolgozott. Bethlen Gábor megbízásából a gyulafehérvári fejedelmi palota és az alvinci kastély mennyezetének festője volt. Valószínűleg több templomi mennyezetfestményt is készített, de ezek közül ma már csak a gyulakutait ismerjük. Ez a legszebb reánk maradt Bethlen Gábor korabeli erdélyi magyar mennyezetfestmény. A gyalakúti mennyezet díszítményeinek egy része emlékeztet Gyulafehérvári Címerbíró Pál deáknak, de még inkább Báthori Zsigmond egyik olasz címerfestőjének a XVII. század elején használt néhány címeres levéldíszítő motívumára és színére s egykorú betűdíszítményekre.

## Lásd még
címerfestő